# Ричленд Тауншип (округ Аллегені, Пенсільванія)
Ричленд Тауншип (англ. Richland Township) — селище (англ. township) в США, в окрузі Аллегені штату Пенсільванія. Населення — 11 942 особи (2020).

## Демографія
Згідно з переписом 2010 року, у селищі мешкало 11 100 осіб у 4219 домогосподарствах у складі 3067 родин. Було 4434 помешкання
Расовий склад населення:
| - 96,7 % — білих - 1,7 % — азіатів - 0,5 % — чорних або афроамериканців - 0,1 % — корінних американців |

До двох чи більше рас належало 0,9 %. Частка іспаномовних становила 1,1 % від усіх жителів.
За віковим діапазоном населення розподілялося таким чином: 26,0 % — особи молодші 18 років, 58,5 % — особи у віці 18—64 років, 15,5 % — особи у віці 65 років та старші. Медіана віку мешканця становила 42,3 року. На 100 осіб жіночої статі у селищі припадало 91,9 чоловіків;  на 100 жінок у віці від 18 років та старших — 88,3 чоловіків також старших 18 років.
Середній дохід на одне домашнє господарство  становив 104 563 долари США (медіана — 87 061), а середній дохід на одну сім'ю — 124 664 долари (медіана — 105 435). Медіана доходів становила 76 370 доларів для чоловіків та 52 724 долари для жінок. За межею бідності перебувало 4,9 % осіб, у тому числі 5,8 % дітей у віці до 18 років та 6,8 % осіб у віці 65 років та старших.
Цивільне працевлаштоване населення становило 5736 осіб. Основні галузі зайнятості: освіта, охорона здоров'я та соціальна допомога — 30,2 %, роздрібна торгівля — 12,5 %, науковці, спеціалісти, менеджери — 12,5 %.